# 向島駅 (東京都)
向島駅（むこうじまえき）は、東京都向島区に存在していた京成電鉄押上線の駅。
かつては白鬚線が分岐していた。

## 歴史
- 1914年（大正3年）6月20日：開業。
- 1928年（昭和3年）4月7日：白鬚線開業[2]。
- 1936年（昭和11年）3月1日：白鬚線廃止[3]。
- 1943年（昭和18年）10月：戦時休止。
- 1947年（昭和22年）2月28日：営業廃止。

## 廃止後
上り本線脇にホームの側壁が残っていたが、連続立体交差化工事に伴い消滅し、現在目立った痕跡は存在しない。
駅廃止後も、駅跡地付近は京成電鉄の所有地になっているため、直接・子会社を含め、工事等でたびたび利用されている。
- 1959年頃：改軌工事に伴う車両の台車交換基地として利用された。
- 1960年 - 1968年：向島信号場を設置（都営1号線向島検修場への分岐点）
- 1991年 - 2001年：押上線荒川橋梁架け替えに伴う作業基地として利用された。
- 2008年 - 2017年：押上駅 - 八広駅間連続立体交差化工事の作業基地として利用された。

## 隣の駅
京成電鉄
押上線
京成曳舟駅 - 向島駅 - 荒川駅（現：八広駅）
白鬚線
向島駅 - 長浦駅